# Danube Dragons 2016
Questa voce raccoglie le informazioni riguardanti i Danube Dragons nelle competizioni ufficiali della stagione 2016.

## Maschile

### Austrian Football League 2016

#### Stagione regolare
| 28 marzo 2016 1ª giornata | Danube Dragons | 0 – 31 (0-7 0-10 0-7 0-7) | Vienna Vikings |  |

| 2 aprile 2016 2ª giornata | Cineplexx Blue Devils | 30 – 25 (7-6 14-6 3-0 6-13) | Danube Dragons |  |

| 16 aprile 2016 3ª giornata | Prague Black Panthers | 27 – 14 (13-0 7-6 0-0 7-0) | Danube Dragons |  |

| 1º maggio 2016 4ª giornata | Danube Dragons | 13 – 34 (0-7 0-0 7-14 6-13) | Graz Giants |  |

| 14 maggio 2016 5ª giornata | Danube Dragons | 51 – 36 (7-7 17-13 21-0 6-16) | AFC Rangers Mödling |  |

| 21 maggio 2016 6ª giornata | Ljubljana Silverhawks | 24 – 23 (10-6 0-7 6-3 8-7) | Danube Dragons |  |

| 29 maggio 2016 7ª giornata | Danube Dragons | 23 – 22 (0-3 7-12 0-7 16-0) | Prague Black Panthers |  |

| 5 giugno 2016 8ª giornata | Vienna Vikings | 21 – 16 (0-7 7-3 7-0 7-6) | Danube Dragons | (2130 spett.) |

| 18 giugno 2016 9ª giornata | Danube Dragons | 20 – 41 (0-6 6-21 0-14 14-0) | Tirol Raiders |  |

| 25 giugno 2016 10ª giornata | AFC Rangers Mödling | 11 – 33 (0-6 3-7 0-6 8-14) | Danube Dragons |  |

#### Playoff
| 10 luglio 2016 Wild Card | Vienna Vikings | 30 – 13 (0-0 7-7 8-0 15-6) | Danube Dragons | (1000 spett.) |

### IFAF Europe Champions League 2016

#### Stagione regolare
| Novi Sad 23 aprile 2016 2ª giornata | Novi Sad Dukes | 8 – 14 (d.t.s.) (0-8 0-0 8-0 0-0 0-6) | Danube Dragons |  |

| Vienna 8 maggio 2016 4ª giornata | Danube Dragons | 60 – 36 (14-8 13-8 14-6 25-14) | Lisboa Devils |  |

#### Playoff
| Breslavia 22 luglio 2016, ore 19:00 Semifinale | Panthers Wrocław | 49 – 34 | Danube Dragons | Stadion Oporowska |

### Statistiche di squadra
| Competizione      | %Vittorie | In casa | In casa | In casa | In casa | In casa | In casa | In trasferta | In trasferta | In trasferta | In trasferta | In trasferta | In trasferta | Totale | Totale | Totale | Totale | Totale | Totale |
| Competizione      | %Vittorie | G       | V       | N       | P       | Pf      | Ps      | G            | V            | N            | P            | Pf           | Ps           | G      | V      | N      | P      | Pf     | Ps     |
| ----------------- | --------- | ------- | ------- | ------- | ------- | ------- | ------- | ------------ | ------------ | ------------ | ------------ | ------------ | ------------ | ------ | ------ | ------ | ------ | ------ | ------ |
| Stagione regolare | .300      | 5       | 2       | 0       | 3       | 107     | 164     | 5            | 1            | 0            | 4            | 111          | 113          | 10     | 3      | 0      | 7      | 218    | 277    |
| Playoff           | .000      | 0       | 0       | 0       | 0       | 0       | 0       | 1            | 0            | 0            | 1            | 13           | 30           | 1      | 0      | 0      | 1      | 13     | 30     |
| Stagione regolare | 1.000     | 1       | 1       | 0       | 0       | 60      | 36      | 1            | 1            | 0            | 0            | 14           | 8            | 2      | 2      | 0      | 0      | 74     | 44     |
| Playoff           | .000      | 0       | 0       | 0       | 0       | 0       | 0       | 1            | 0            | 0            | 1            | 34           | 49           | 1      | 0      | 0      | 1      | 34     | 49     |
| Totale            | .357      | 6       | 3       | 0       | 3       | 167     | 200     | 8            | 2            | 0            | 6            | 172          | 200          | 14     | 5      | 0      | 9      | 339    | 400    |

## Femminile

### AFL - Division Ladies 2016

#### Stagione regolare
| 3 settembre 2016 1ª giornata | Danube Dragons Ladies | 6 – 33 | Vienna Vikings Ladies |  |

| 25 settembre 2016 4ª giornata | Budapest Wolves Ladies | 14 – 35 | Danube Dragons Ladies |  |

| 1º ottobre 2016 5ª giornata | Danube Dragons Ladies | 13 – 24 | Budapest Wolves Ladies |  |

| 9 ottobre 2016 6ª giornata | Vienna Vikings Ladies | 35 – 0 | Danube Dragons Ladies |  |

#### Playoff
| 22 ottobre 2016 Semifinale | Danube Dragons Ladies | 0 – 28 | Budapest Wolves Ladies |  |

### Statistiche di squadra
| Competizione      | %Vittorie | In casa | In casa | In casa | In casa | In casa | In casa | In trasferta | In trasferta | In trasferta | In trasferta | In trasferta | In trasferta | Totale | Totale | Totale | Totale | Totale | Totale |
| Competizione      | %Vittorie | G       | V       | N       | P       | Pf      | Ps      | G            | V            | N            | P            | Pf           | Ps           | G      | V      | N      | P      | Pf     | Ps     |
| ----------------- | --------- | ------- | ------- | ------- | ------- | ------- | ------- | ------------ | ------------ | ------------ | ------------ | ------------ | ------------ | ------ | ------ | ------ | ------ | ------ | ------ |
| Stagione regolare | .250      | 2       | 0       | 0       | 2       | 19      | 57      | 2            | 1            | 0            | 1            | 35           | 49           | 4      | 1      | 0      | 3      | 54     | 106    |
| Playoff           | .000      | 1       | 0       | 0       | 1       | 0       | 28      | 0            | 0            | 0            | 0            | 0            | 0            | 1      | 0      | 0      | 1      | 0      | 28     |
| Totale            | .200      | 3       | 0       | 0       | 3       | 19      | 85      | 2            | 1            | 0            | 1            | 35           | 49           | 5      | 1      | 0      | 4      | 54     | 134    |